# 76. п. н. е.

## Умрли
- Александар Јанеј